# Kalgo
Kalgo è una città della Repubblica Federale della Nigeria appartenente allo Stato di Kebbi. È capoluogo dell'omonima area a governo locale (local government area) che si estende su una superficie di 1.173 km² e conta una popolazione di 85.403 abitanti.